# Top o' the Morning
Top o' the Morning (Brasil: O Bom Velhinho / Portugal: O Bom Velhote) é um filme estadunidense de 1949, do gênero comédia musical, dirigido por David Miller e estrelado por Bing Crosby, Ann Blyth e Barry Fitzgerald. Esta é a terceira produção a reunir Crosby e Fitzgerald. Anteriormente, eles estiveram juntos nos superiores Going My Way e Welcome Stranger. Segundo o historiador John Douglas Eames, o sotaque irlandês de Fitzgerald está tão carregado, que suas falas mereciam ter sido legendadas.
O destaque entre as canções é When Irish Eyes Are Smiling, uma homenagem à Irlanda, cantada por Crosby e composta em 1912 por Ernest Ball, Chauncey Olcott e George Graff.

## Sinopse
Investigador de uma companhia de seguros, Joe Mulqueen vai para a Irlanda tentar descobrir quem roubou a famosa Pedra Blarney. Ele recebe ajuda dos policiais locais Sargento Briany McNaughton e seu assistente Hughie Devine, ao mesmo tempo em que namora Conn McNaughton, filha do sargento.

## Elenco
| Ator/Atriz       | Personagem                 |
| ---------------- | -------------------------- |
| Bing Crosby      | Joe Mulqueen               |
| Ann Blyth        | Conn McNaughton            |
| Barry Fitzgerald | Sargento Briany McNaughton |
| Hume Cronyn      | Hughie Devine              |
| Eileen Crowe     | Biddy O'Devlin             |
| Jon McIntire     | Inspetor Fallon            |
| Tudor Owen       | Cormac Gillespie           |
| Jimmy Hunt       | Pearse O'Neill             |
| Morgan Farley    | Edwin Livesley             |